# Missile Command
Missile Command è un videogioco arcade a schermata fissa pubblicato da Atari nel 1980.

## Trama
Sei metropoli californiane (Eureka, San Francisco, San Luis Obispo, Santa Barbara, Los Angeles e San Diego) sono minacciate dagli attacchi missilistici di una potenza straniera non specificata.

## Modalità di gioco
Il giocatore prende il controllo di tre batterie di missili anti-balistici (denominate "Alpha Base", "Delta Base", "Omega Base") al fine di difendere le sei città da continui attacchi missilistici, rappresentati da scie rettilinee che piovono dal cielo.
Il gioco è composto da livelli a schermata fissa, con crescente difficoltà.
Attraverso una trackball viene mosso un cursore che indica il punto nel cielo nel quale fare esplodere un missile, lanciato quindi da una delle tre batterie a disposizione del giocatore; l'onda d'urto circolare dell'esplosione distruggerà a sua volta le armi nemiche, inviate di continuo dalla CPU. Anche i missili del giocatore devono percorrere il tragitto lasciando scie, e le onde d'urto impiegano qualche istante per espandersi, perciò bisogna tener conto dei tempi e cercare sempre di sparare poco più avanti rispetto ai missili nemici. Nei livelli avanzati ci sono anche altri nemici da abbattere: lo schermo infatti viene percorso da satelliti artificiali e bombardieri, che lanciano altri missili, nonché da bombe guidate, più difficili da eliminare per via della loro traiettoria a zig zag.
Le munizioni del giocatore sono limitate: una volta terminate queste ultime le città sono prive di ogni difesa, e quindi destinate ad essere distrutte (sebbene la CPU possa colpire al massimo tre città per livello). Anche le tre batterie possono essere colpite e distrutte. Quando tutte e sei le città vengono rase al suolo, il gioco termina.
Ad ogni livello terminato le munizioni vengono ricaricate, si ha la ricostruzione delle batterie colpite ed è possibile guadagnare punti extra a seconda delle città rimaste intere e delle munizioni non utilizzate. A determinati punteggi (solitamente 10.000 o 12.000 punti) viene elargita una "città bonus".
Come la maggior parte dei videogiochi dell'epoca, Missile Command non ha uno scopo o un finale vero e proprio: da notare invece la drammatica schermata di game over, caratterizzata dall'enorme scritta The End ("Fine").

## Altre versioni
Missile Command è stato convertito su Atari 2600 da Rob Fulop, che ha però fornito una trama differente. Nel manuale del gioco viene infatti descritto come una sorta di guerra galattica fra i pianeti Zardon e Kritol: gli abitanti di Zardon sono umanoidi pacifici, che devono proteggere le loro città dagli attacchi dei loro bellicosi nemici.
Altre conversioni includono l'Atari 5200 e Famiglia Atari 8-bit. Numerose sono le imitazioni e conversioni non ufficiali per altre piattaforme, spesso con titoli diversi. Nel 1990 è stato convertito per Game Boy e Atari Lynx; del 1995 è Missile Command 3D per Atari Jaguar, contenente tre versioni del gioco: classica, 3D e "Virtuale", utilizzabile tramite un apposito caschetto.
Un'ulteriore versione è stata pubblicata da Hasbro Interactive per Microsoft Windows e Sony PlayStation nel 1999; nel 2007 è stato reso disponibile tramite Xbox Live per Xbox 360.
Il 23 settembre 2008 Missile Command è stato convertito per iPhone e iPod touch.